# San Ignacio, Sinaloa
San Ignacio là một đô thị thuộc bang Sinaloa, México. Năm 2005, dân số của đô thị này là 23355 người.